# Yunomine Onsen
Yunomine Onsen (en japonés: 湯の峰温泉) son unas antiguas aguas termales de origen volcánico. Este es un lugar de peregrinaje de Kumano Kodo, formado por una serie de caminos de peregrinación japoneses. Se denomina onsen (en japonés: 温泉) a las aguas termales de Japón.

## Ubicación
El manantial se encuentra ubicado en la Prefectura de Wakayama,  en la región de Kinki sobre la isla de Honshū en Japón

## Calidad del agua

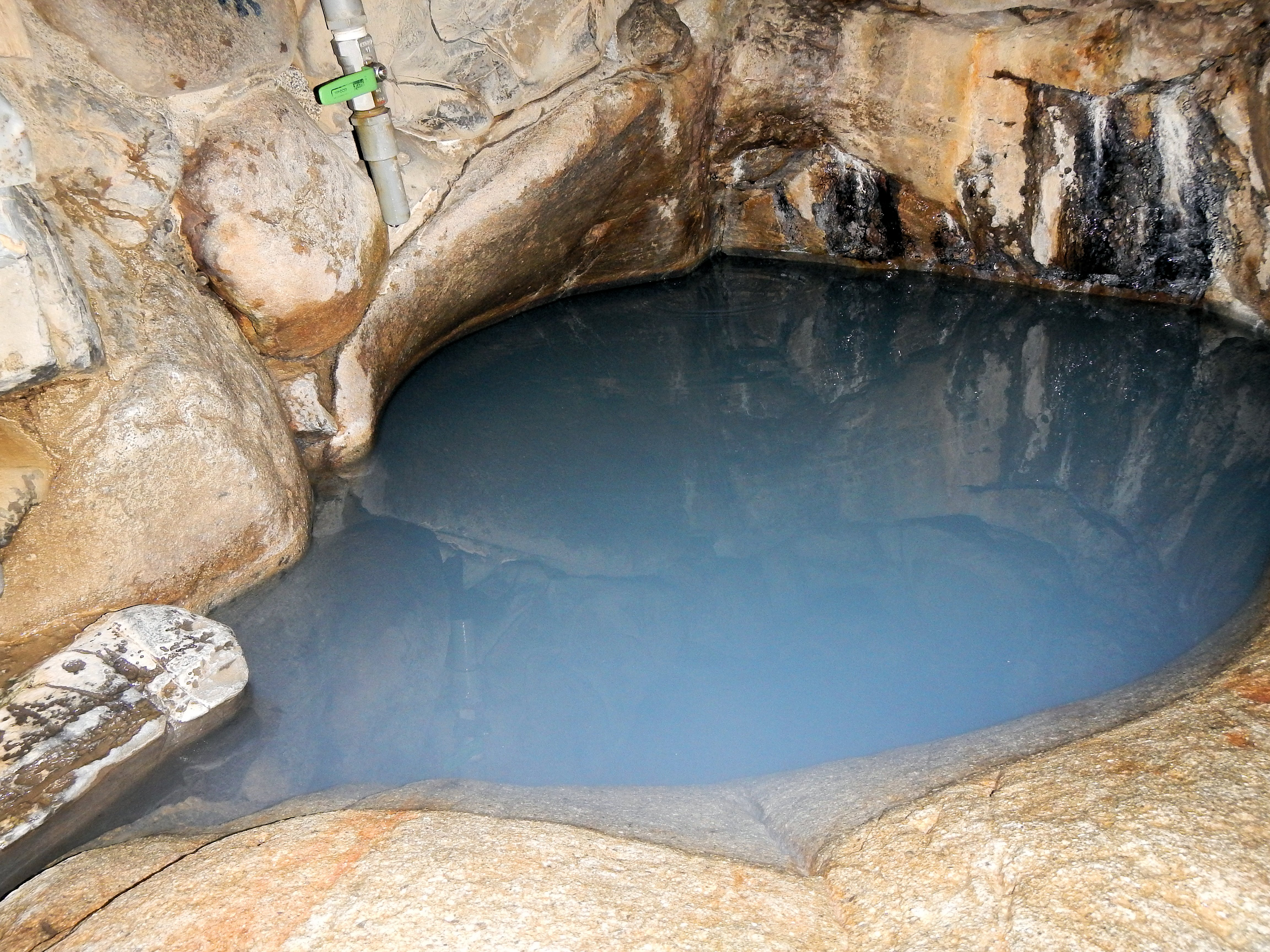
Aguas termales

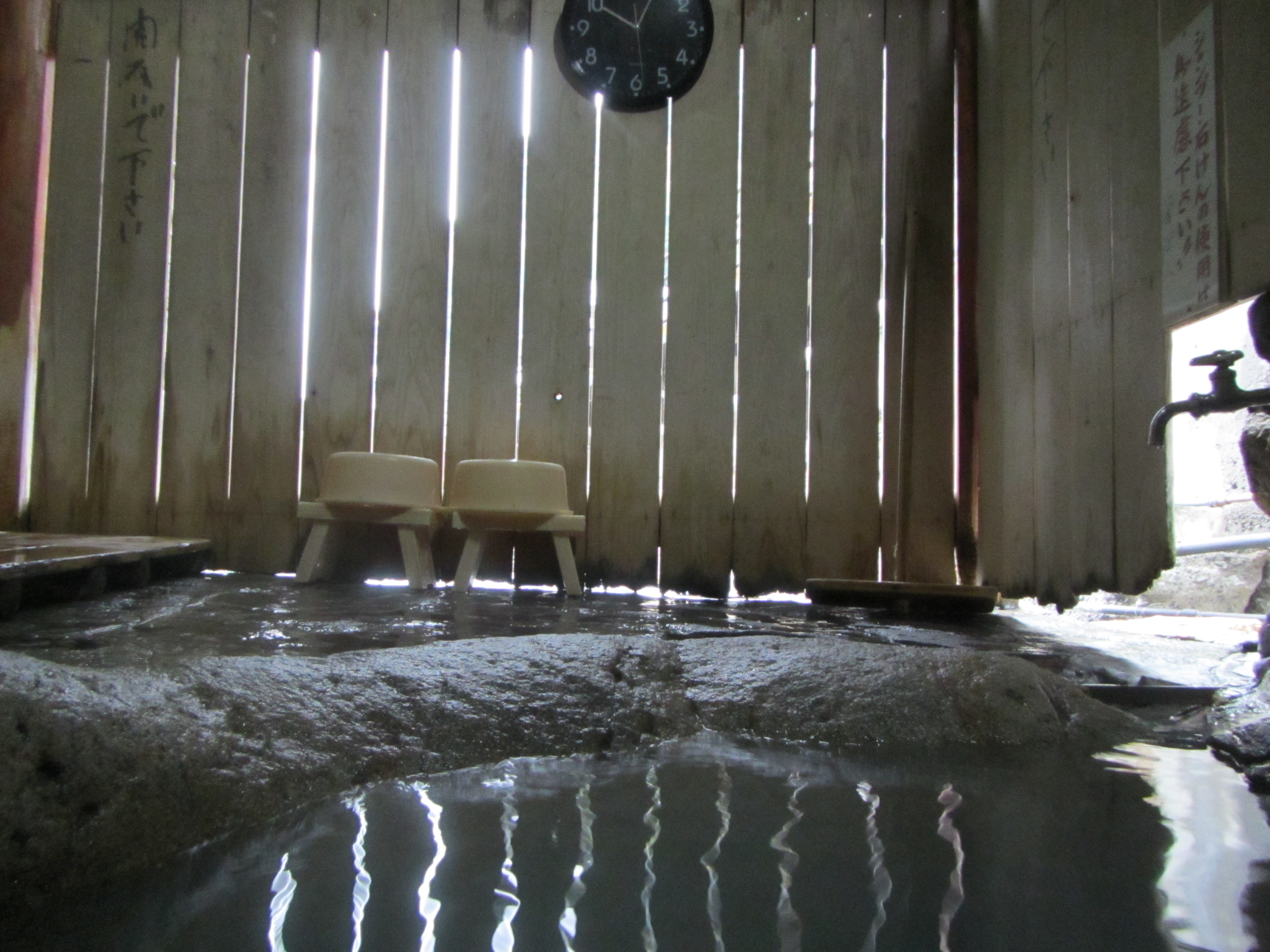
Aguas termales Yunomine Onsen

Temperatura media del agua: 33° Celsius (92° Fahrenheit).
Los principales compuestos químicos contenidos en el manantial son:
| Elemento/compuesto  | Formulación                 |
| ------------------- | --------------------------- |
| Sulfuros            | Formados a partir de S-2    |
| Sodio               | Na+                         |
| Hidrogenocarbonatos | Formados a partir del HCO-3 |

Los beneficios de beber esta agua se centran en los trastornos digestivos, la diabetes, la gota... Sin embargo, bañarse en ella también ayuda a la mejora del reumatismo, los trastornos nerviosos y las enfermedades de la piel.

## Títulos

El 7 de julio de 2004, Yunomine Onsen fue registrado como Patrimonio de la Humanidad por la UNESCO en la categoría de "Sitios sagrados y rutas de peregrinación de los Montes Kim".